# Robert Saint-Cricq
Pour les articles homonymes, voir Saint-Cricq.
Robert Saint-Cricq, né Robert Sabatier à Paris, dans le  20e arrondissement, le 21 décembre 1924 et mort dans le même arrondissement le 4 avril 2020,, est un peintre, lithographe et sculpteur français.

## Biographie
Élève de l'École nationale supérieure des beaux-arts à Paris, Robert Saint-Cricq commence par pratiquer la peinture à l'huile, puis, après s'être découvert une importante allergie à celle-ci, se tourne vers le collage de papier, puis des objets de récupération.
Saint-Cricq recueille des débris, des objets usés par le temps et les hommes, jetés ou proposés dans les bric-à-brac des foires à la brocante : sculptures délabrées, poupées disloquées, roues et cibles percées de trous, personnages découpés, morceaux de bois, morceaux de métal, vieux outils et une infinité d'autres objets tout aussi insolites pour composer son univers. Il rassemble les objets en fonction de leur correspondance cachée mais décelée par sa sensibilité d'artiste. Ensuite, il les fixe avec des pointes, les rehausse ou les recouvre quelquefois de peinture. Parfois un dessin complète un objet, non sans humour. Les œuvres ainsi créées, véritables icônes chargées de poésie intimiste, s'ouvrent sur un monde onirique participant au merveilleux de l'enfance.

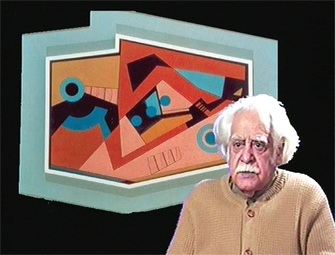
Carmelo Arden-Quin

Robert Saint-Cricq rejoint en 1964 le Groupe des Amandiers fondé par ses voisins d'atelier Claude Malherbe et André Pédoussaut, avec Laurent Lefèvre, Romain, Jean Even, Achiam, Adriam et Estival pour ensuite rejoindre les artistes associés au groupe MADI initié par Carmelo Arden-Quin, et participer à plusieurs expositions (Maison de l'Amérique latine en 2008, château de Carros en 2011) que Jacques Sauvageot mentionne comme significatives de la reconnaissance dont fait objet ce mouvement.
Installé au 4, place de la Porte-de-Bagnolet dans le 20e arrondissement de Paris, il est emporté le 4 avril 2020 par l'épidémie du Covid-19. Son atelier est dispersé le 18 décembre 2023 par Debacker et Richmond, commissaires-priseurs à Saint-Martin-lès-Boulogne.

## Expositions

### Expositions personnelles
- Galerie Falvart, Paris, mai 1964.
- Galerie Boisserée, Cologne, mars-avril 1966.
- Galerie Principe, 12, rue de la Ferronnerie, Paris, octobre 1977[11].
- Galerie Convergence, Nantes, 1984-1987. Galerie Convergence, Paris, 1987-1990.  Galerie Convergence, Malmoë (Suède), 1991.

- Robert Saint-Cricq - Reliefs, assemblages, Galerie Convergences, Paris, mars-avril 1987[12].

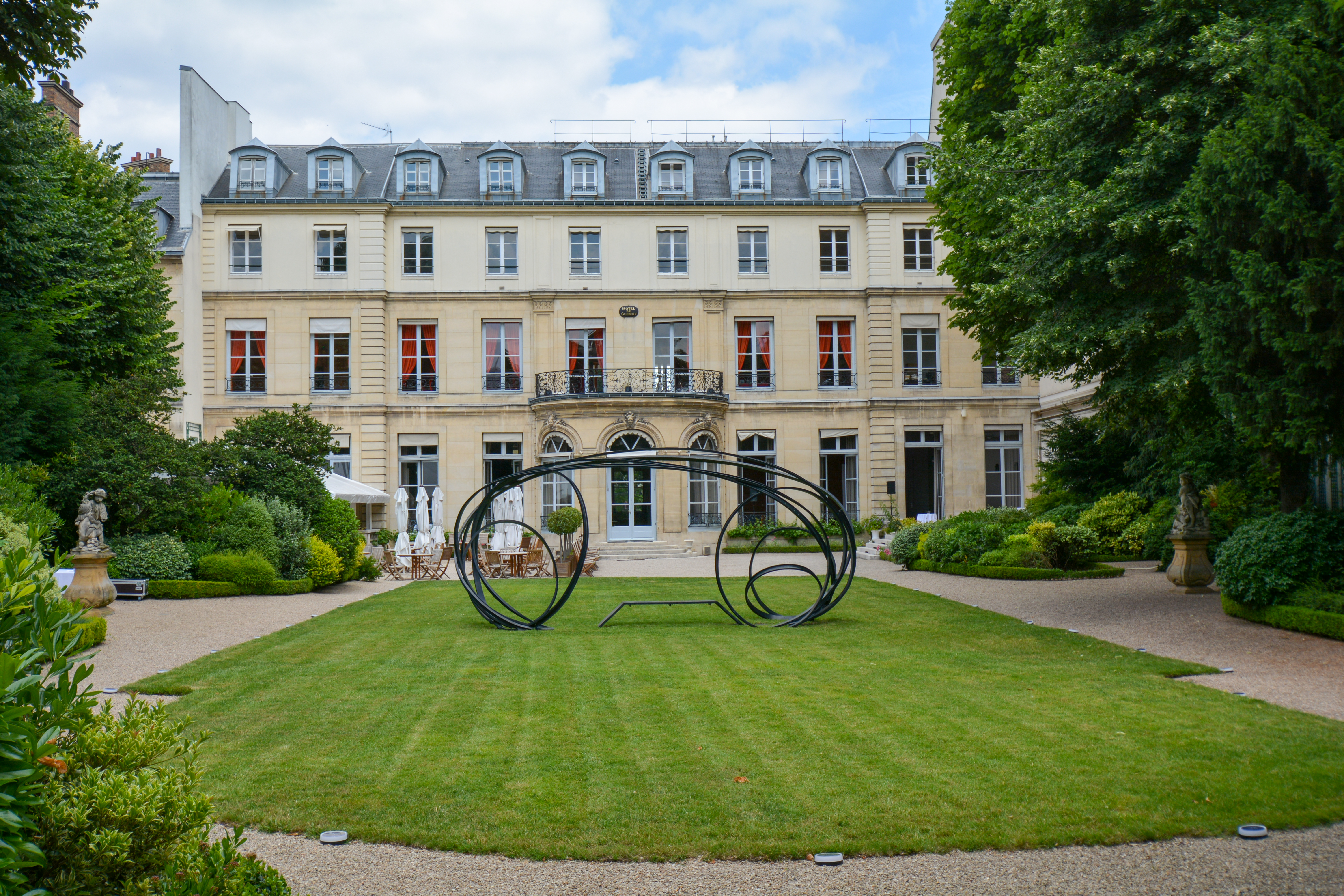
Maison de l'Amérique latine, Paris, 2008

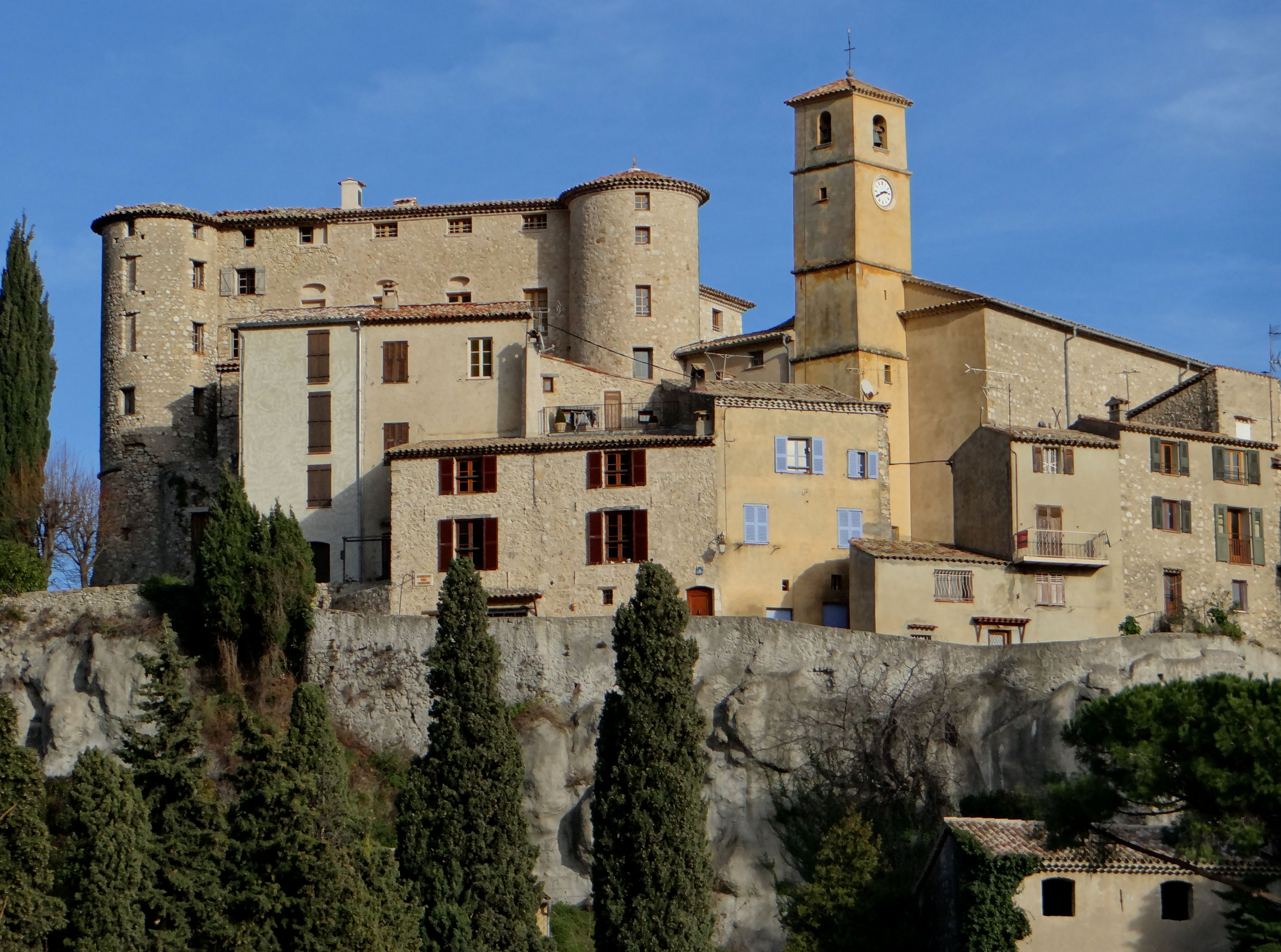
Château de Carros, 2011, 2016

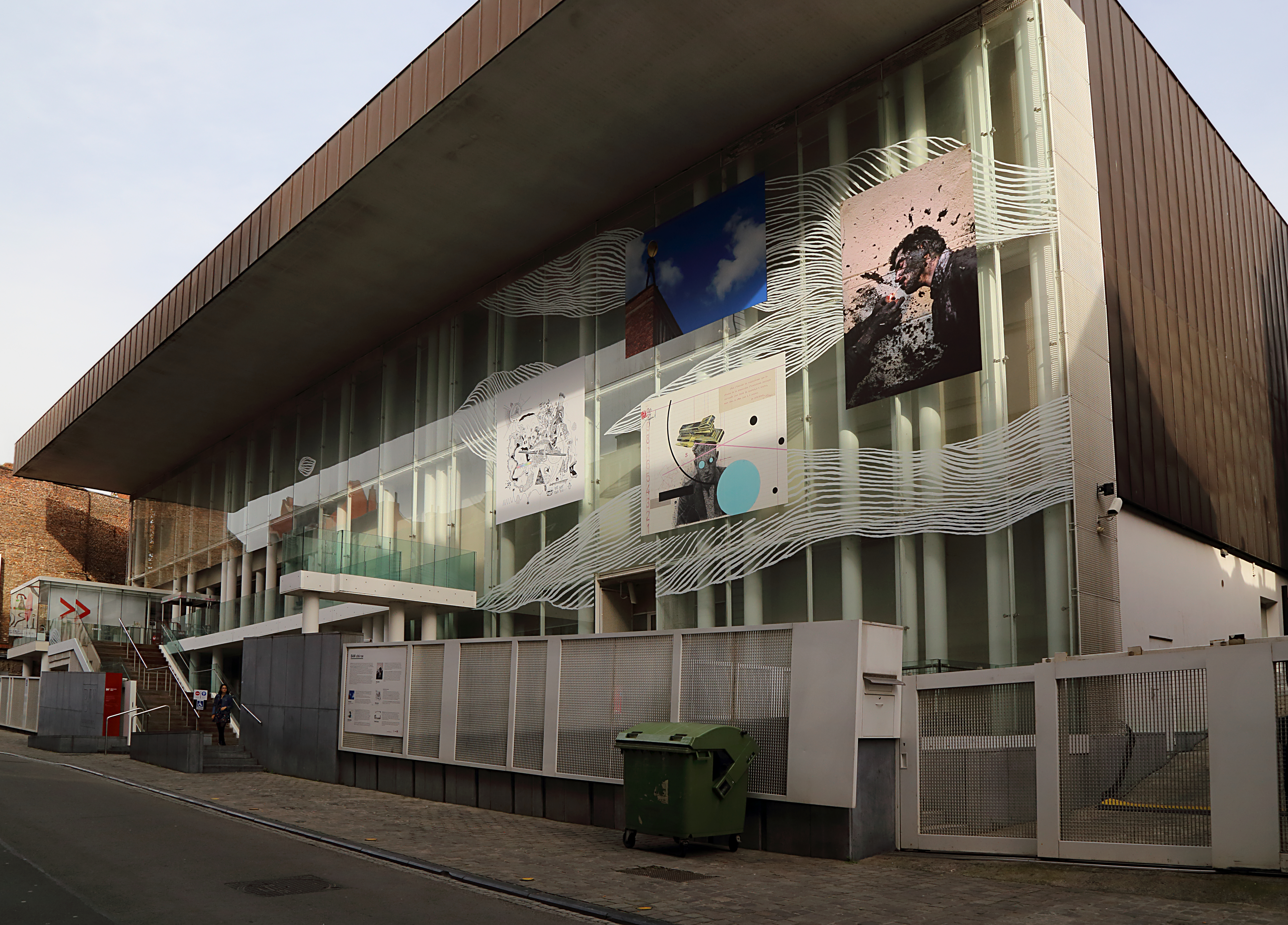
Beaux-Arts Mons, 2017

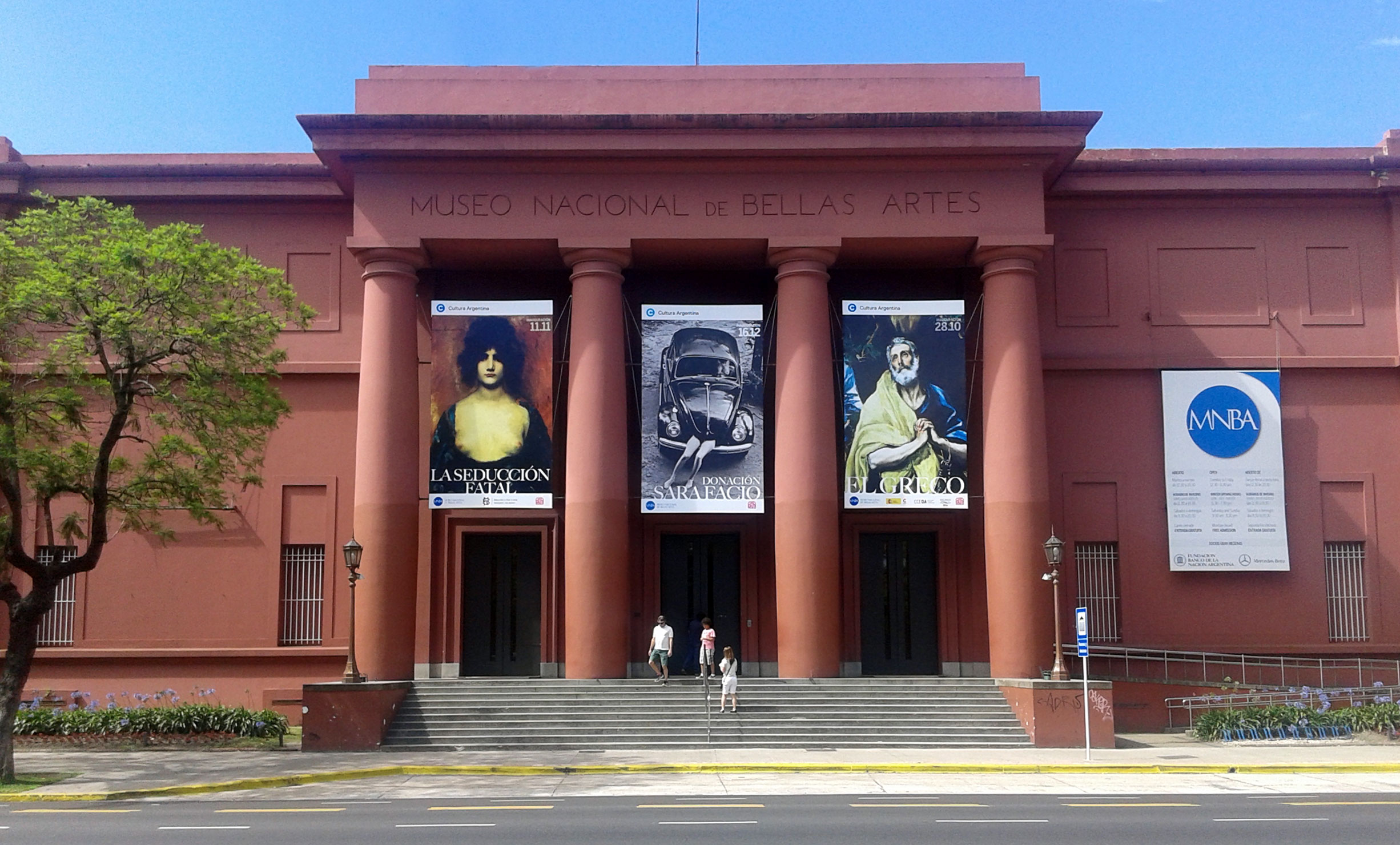
Musée national des Beaux-Arts, Buenos Aires, 2022

### Expositions collectives
- Salon des indépendants, Paris, 1957.
- 9e Salon de la Jeune Peinture, Musée d'art moderne de la ville de Paris, 1958[13].
- 1er Salon Biarritz - Saint-Sébastien - École de Paris, peinture, sculpture, casino de Biarritz puis musée San Telmo, Saint-Sébastien (Espagne), juillet-août 1965[14].
- Günter Anlauf (sculptures), Robert Saint-Cricq (peintures), Galerie 9, 9, rue des Beaux-Arts, Paris, mars 1966.
- Herman Braun-Vega, Bernard Bygodt, Ferit Iscan, Robert Saint-Cricq, Galerie Tharin, 83, rue Nationale, Lille, décembre 1969.
- Signes, poésie, espace - Esther Hess, Louttre B., Robert Saint-Cricq, Greta Saur, Marcel Van Thienen…, Galerie Le Temps de voir (Geneviève Thèvenot), Paris, 1981.
- Salon des réalités nouvelles, Paris, 1986[15], avril 2011.
- 9e Salon des arts des airs et de l'espace, École nationale supérieure d'ingénieurs de constructions aéronautiques, Toulouse, mai 1993[16].
- Mobil 3, Galéria Z, Bratislava, 2006[17].
- Mouvement MADI international, Maison de l'Amérique latine, Paris, 2008[18].
- Mobil MADI Museum, Dóm Kötár Muzeum, Pécs, 2008[17].
- Trente ans de passion - Collection de l'hôtel Bedford, Les Dominicaines, Pont-l'Évêque, octobre-décembre 2009[19].
- Conscience polygonale de Carmelo Arden-Quin à MADI contemporain, château de Carros, mars-mai 2011[20].
- MADI, Carmelo Arden-Quin & Co, musée d'Art et d'Histoire de Cholet, juin-novembre 2011[21],[8].
- Mobil MADI Museum, musée Lajos Kassák, Budapest, 2013[17].
- Détournement et recyclage, Maison du bonheur, Magny-les-Hameaux, avril-mai 2014[4],[22].
- Mobil MADI Museum, hôtel de ville de Vác, 2014[17].
- Art moderne du XXe siècle, Biksady Galéria, Budapest, 2015[17].
- Sortir de sa réserve - Collection du CIAC, Centre international d'art contemporain du château de Carros, février-mai 2016[23].
- Au pied de la lettre - Lettres et traces dans l'art au XXe siècle, Beaux-Arts Mons, mai-août 2017[24].
- Arden Quin & Saxon MADI International - Master & friends - Founders and leaders of MADI in different countries, Concrete Project, Budapest, juin-septembre 2018[25].
- Quarante ans et plus ! - Regards sur la collection de la ville d'Anglet, villa Beatrix-Enea, Anglet, juillet-octobre 2020[26].
- Carmelo Arden-Quin, en la trama del arte constructivo, Musée natiional des Beaux-arts, Buenos Aires, août-novembre 2022[27],[28].
- Participations non datées : Salon d'automne, Salon Comparaisons, Salon Grands et Jeunes d'aujourd'hui.

## Réception critique
- « Pour parfaire le portrait, on indique : "Saint-Cricq est entré dans l'art pour affirmer sa liberté", allant et venant du pictural "informel" fléché de signes aux inclusions de matériaux divers, retenus tels des attributs inhérents du réel, ces montagnes-indices alors dénoncent l'artiste. Or, Saint-Cricq "assimile l'art américain à de la dynamite" et l'art européen à une réflexion. Dès lors, cette typologie d'artiste entraîne un recyclage dans le cercle des hommes qui se définissent et, en conséquence, lient des relations et dénouent des aliénations : pour Saint-Cricq, travail permettant d'apprécier la subtilité contenant/contenu, signifiant/signifié des résidus de l'art hérités du siècle. Bref, c'est une réaffirmation du concept d'art comme œuvre ou construction, non plus à l'encontre mais tenant compte des destructions de l'objet brut. Surtout "pour donner à voir", pour Saint-Cricq principe et finalité de l'art. » - Paule Gauthier[11]

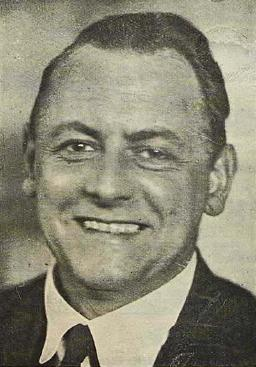
Kurt Schwitters

- « On pourra, dans ce genre d'expresion, se référer à Kurt Schwitters mais aussi, bien avant, à ces moines faiseurs d'icônes qui n'hésitaient pas, pour magnifier Jésus, la Vierge ou les Saints, à intégrer au panneau peint fer, cuivre, argent, or, perles fines et camées. Les préoccupations esthétiques me semblent ici parallèles : obtenir un maximum d'expression par ces matières qui jouent et se mettent en valeur dans leurs oppositions, leurs reliefs, laissant selon la lumière planer un mystère, par les ombres portées de ces faux trompe-l'œil. Et dans tout cela, nous retrouvons la conception, les couleurs, la mise en place et, surtout, la sensibilité du tableau, de la peinture. » - Marie-Claude Sabatier[16]
- « Son œuvre est partagé entre deux types de production : d'une part les peintures et d'autre part les "boîtes" assemblages évocateurs des matériaux les plus divers. Dans l'une et l'autre de ses productions, mais d'une manière plus évidente dans ses peintures, Saint-Cricq semble attaché à rendre la silhouette humaine. Nouvel avatar du mythe de la caverne, l'homme chez Saint-Cricq n'est saisi que par allusions, ombres indéfinies et souvent discrètes parcourant un espace lui aussi hypothétique. Ces fantômes ou ectoplasmes sont surtout très caractéristiques de ses peintures. Ses Boîtes font songer à quelques ex-votos allant parfois jusqu'à évoquer des paysages, notamment dans la série des Cabines de bain. » - Dictionnaire Bénézit[3]

## Conservation

### Collections publiques

#### Belgique
- Artothèque Beaux-Arts Mons, Jeu de cubes, assemblage de cubes provenant de jeux d'enfants, dépôt de la Fédération Wallonie-Bruxelles, propriétaire[24].

#### France
- Collection d'art contemporain de la ville d'Anglet, Africa[26],[29].
- Centre international d'art contemporain, château de Carros[30].
- Chambre de commerce et d'industrie de région Paris - Île-de-France, Paris, La campagne de Zafra, huile sur toile 60x73cm, avant 1961 (dépôt du Centre national des arts plastiques)[31].
- Fonds national d'art contemporain, Puteaux :
  - Les pommes, huile sur toile 65x81cm, 1951[32] ;
  - Les pavots, huile sur toile 80x64cm, 1956[33] ;
  - Trois instruments de musique, huile sur toile 51x100cm, 1957[34] ;
  - Paysage de Provence, huile sur toile 59x72cm, vers 1964[35] ;
  - Par la couleur, assemblage sur contreplaqué de fragments de bois peints et de métal, 50x50cm, 1984[15].

#### Hongrie
- Mobil MADI Museum & Foundation, Vác.

### Collections privées
- Gérard Berrut, hôtel Bedford, 17, rue de l'Arcade, Paris, Violon, technique mixte 45x34cm[36],[19].